# 1228
Il 1228 (MCCXXVIII in numeri romani) è un anno bisestile del XIII secolo.

## Eventi
- 23 marzo - Gregorio IX conferma la scomunica di Federico II di Svevia
- 28 giugno - Federico II, scomunicato, parte da Brindisi per la Terrasanta (Sesta Crociata)
- 16 luglio - Francesco d'Assisi viene canonizzato due anni dopo la sua morte (1226)
- La ghibellina Pistoia viene sconfitta dalla guelfa Firenze
- Inizia la conquista dell'odierno stato indiano di Assam da parte del popolo Ahoa.

## Nati
- 25 aprile - Corrado IV di Svevia, sovrano tedesco († 1254)
- Muhammad I al-Mustansir, sovrano († 1277)
- Bartolo da San Gimignano, religioso italiano († 1300)
- Trần Hưng Đạo, generale vietnamita († 1300)
- Johan Perez de Avoin, trovatore portoghese († 1287)
- Venedico Caccianemico, politico italiano († 1302)

## Morti
- 25 aprile - Guido Pierleone, cardinale e vescovo cattolico italiano
- 4 maggio - Jolanda di Brienne, sovrana (n. 1212)
- 18 giugno - Matilde I di Borbone, nobildonna
- 25 giugno - Pietro e Fevronia di Murom, santo russo
- 9 luglio - Stephen Langton, arcivescovo cattolico e cardinale inglese
- 18 luglio - Enrico II d'Istria, nobile italiano
- 24 settembre - Stefano Prvovenčani, principe
- 16 dicembre - Beatrice d'Albon, nobile francese (n. 1161)
- Beatrice del Monferrato, nobile
- Roberto di Courtenay, imperatore francese
- Guerau I di Urgell, nobile (n. 1195)
- Mstislav Mstislavič, sovrano
- Pelagio Pallavicino, vescovo cattolico italiano
- Anders Sunesen, arcivescovo cattolico danese
- Ugo III di Tubinga, nobile tedesco
- Maria di Courtenay, imperatrice bizantina (n. 1204)
- Guglielmo Raimondo II di Moncada, nobile e militare spagnolo

## Calendario
| Calendario 1228 | Calendario 1228 | Calendario 1228 | Calendario 1228 | Calendario 1228 | Calendario 1228 | Calendario 1228 | Calendario 1228 | Calendario 1228 | Calendario 1228 | Calendario 1228 | Calendario 1228 | Calendario 1228 | Calendario 1228 | Calendario 1228 | Calendario 1228 | Calendario 1228 | Calendario 1228 | Calendario 1228 | Calendario 1228 | Calendario 1228 | Calendario 1228 | Calendario 1228 | Calendario 1228 | Calendario 1228 | Calendario 1228 | Calendario 1228 | Calendario 1228 | Calendario 1228 | Calendario 1228 | Calendario 1228 | Calendario 1228 | Calendario 1228 |
| --------------- | --------------- | --------------- | --------------- | --------------- | --------------- | --------------- | --------------- | --------------- | --------------- | --------------- | --------------- | --------------- | --------------- | --------------- | --------------- | --------------- | --------------- | --------------- | --------------- | --------------- | --------------- | --------------- | --------------- | --------------- | --------------- | --------------- | --------------- | --------------- | --------------- | --------------- | --------------- | --------------- |
|                 | 1               | 2               | 3               | 4               | 5               | 6               | 7               | 8               | 9               | 10              | 11              | 12              | 13              | 14              | 15              | 16              | 17              | 18              | 19              | 20              | 21              | 22              | 23              | 24              | 25              | 26              | 27              | 28              | 29              | 30              | 31              |                 |
| Gennaio         | Sa              | Do              | Lu              | Ma              | Me              | Gi              | Ve              | Sa              | Do              | Lu              | Ma              | Me              | Gi              | Ve              | Sa              | Do              | Lu              | Ma              | Me              | Gi              | Ve              | Sa              | Do              | Lu              | Ma              | Me              | Gi              | Ve              | Sa              | Do              | Lu              |                 |
| Febbraio        | Ma              | Me              | Gi              | Ve              | Sa              | Do              | Lu              | Ma              | Me              | Gi              | Ve              | Sa              | Do              | Lu              | Ma              | Me              | Gi              | Ve              | Sa              | Do              | Lu              | Ma              | Me              | Gi              | Ve              | Sa              | Do              | Lu              | Ma              |                 |                 |                 |
| Marzo           | Me              | Gi              | Ve              | Sa              | Do              | Lu              | Ma              | Me              | Gi              | Ve              | Sa              | Do              | Lu              | Ma              | Me              | Gi              | Ve              | Sa              | Do              | Lu              | Ma              | Me              | Gi              | Ve              | Sa              | Do              | Lu              | Ma              | Me              | Gi              | Ve              |                 |
| Aprile          | Sa              | Do              | Lu              | Ma              | Me              | Gi              | Ve              | Sa              | Do              | Lu              | Ma              | Me              | Gi              | Ve              | Sa              | Do              | Lu              | Ma              | Me              | Gi              | Ve              | Sa              | Do              | Lu              | Ma              | Me              | Gi              | Ve              | Sa              | Do              |                 |                 |
| Maggio          | Lu              | Ma              | Me              | Gi              | Ve              | Sa              | Do              | Lu              | Ma              | Me              | Gi              | Ve              | Sa              | Do              | Lu              | Ma              | Me              | Gi              | Ve              | Sa              | Do              | Lu              | Ma              | Me              | Gi              | Ve              | Sa              | Do              | Lu              | Ma              | Me              |                 |
| Giugno          | Gi              | Ve              | Sa              | Do              | Lu              | Ma              | Me              | Gi              | Ve              | Sa              | Do              | Lu              | Ma              | Me              | Gi              | Ve              | Sa              | Do              | Lu              | Ma              | Me              | Gi              | Ve              | Sa              | Do              | Lu              | Ma              | Me              | Gi              | Ve              |                 |                 |
| Luglio          | Sa              | Do              | Lu              | Ma              | Me              | Gi              | Ve              | Sa              | Do              | Lu              | Ma              | Me              | Gi              | Ve              | Sa              | Do              | Lu              | Ma              | Me              | Gi              | Ve              | Sa              | Do              | Lu              | Ma              | Me              | Gi              | Ve              | Sa              | Do              | Lu              |                 |
| Agosto          | Ma              | Me              | Gi              | Ve              | Sa              | Do              | Lu              | Ma              | Me              | Gi              | Ve              | Sa              | Do              | Lu              | Ma              | Me              | Gi              | Ve              | Sa              | Do              | Lu              | Ma              | Me              | Gi              | Ve              | Sa              | Do              | Lu              | Ma              | Me              | Gi              |                 |
| Settembre       | Ve              | Sa              | Do              | Lu              | Ma              | Me              | Gi              | Ve              | Sa              | Do              | Lu              | Ma              | Me              | Gi              | Ve              | Sa              | Do              | Lu              | Ma              | Me              | Gi              | Ve              | Sa              | Do              | Lu              | Ma              | Me              | Gi              | Ve              | Sa              |                 |                 |
| Ottobre         | Do              | Lu              | Ma              | Me              | Gi              | Ve              | Sa              | Do              | Lu              | Ma              | Me              | Gi              | Ve              | Sa              | Do              | Lu              | Ma              | Me              | Gi              | Ve              | Sa              | Do              | Lu              | Ma              | Me              | Gi              | Ve              | Sa              | Do              | Lu              | Ma              |                 |
| Novembre        | Me              | Gi              | Ve              | Sa              | Do              | Lu              | Ma              | Me              | Gi              | Ve              | Sa              | Do              | Lu              | Ma              | Me              | Gi              | Ve              | Sa              | Do              | Lu              | Ma              | Me              | Gi              | Ve              | Sa              | Do              | Lu              | Ma              | Me              | Gi              |                 |                 |
| Dicembre        | Ve              | Sa              | Do              | Lu              | Ma              | Me              | Gi              | Ve              | Sa              | Do              | Lu              | Ma              | Me              | Gi              | Ve              | Sa              | Do              | Lu              | Ma              | Me              | Gi              | Ve              | Sa              | Do              | Lu              | Ma              | Me              | Gi              | Ve              | Sa              | Do              |                 |